# Saint-Éloy-les-Mines

Saint-Éloy-les-Mines este o comună în departamentul Puy-de-Dôme, Franța. În 1 ianuarie 2022 avea o populație de 3.484 de locuitori.